# Lori J. Robinson

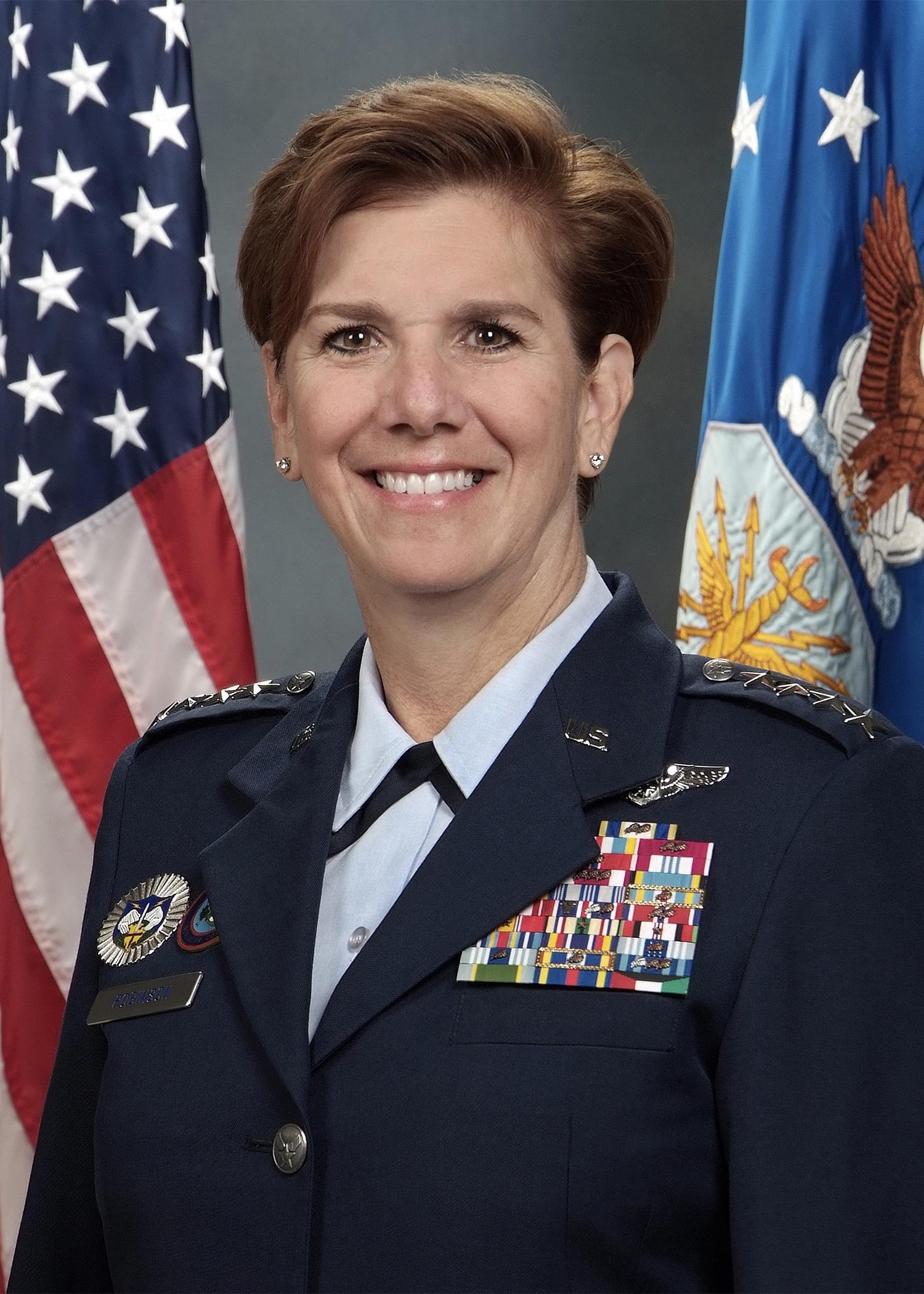
Lori Robinson (2017)

Lori J. Robinson (* 1959) ist ein ehemaliger General der United States Air Force (USAF). Sie war vom 13. Mai 2016 bis zum 24. Mai 2018 Oberbefehlshaberin des United States Northern Command (USNORTHCOM), einem teilstreitkraftübergreifenden Regionalkommando der Streitkräfte der Vereinigten Staaten mit Sitz auf der Peterson Air Force Base, Colorado Springs. In Personalunion befehligte sie ebendort außerdem das North American Aerospace Defense Command (NORAD).
Zuvor diente sie von Oktober 2014 an als Befehlshaberin der Pacific Air Forces (PACAF), Air Component Commander im United States Pacific Command (USPACOM) und Executive Director des Pacific Air Combat Operations Staff (PACOPS).
Robinson war der erste weibliche Offizier an der Spitze eines der neun teilstreitkraftübergreifenden Regional- und Funktionalkommandos der US-Streitkräfte.

## Ausbildung und Karriere
Lori Robinson schloss 1981 ein Studium an der University of New Hampshire mit einem Bachelor in Anglistik ab und begann ihren Dienst bei der Air Force im darauffolgenden Jahr nach einem Ausbildungsprogramm des Reserve Officer Training Corps. Ihre weitere Ausbildung umfasst unter anderem Masterabschlüsse in Education Leadership and Management von der Troy University (1992) und in National Security and Strategic Studies vom Naval War College (1995).

### Dienst Im Generalsrang

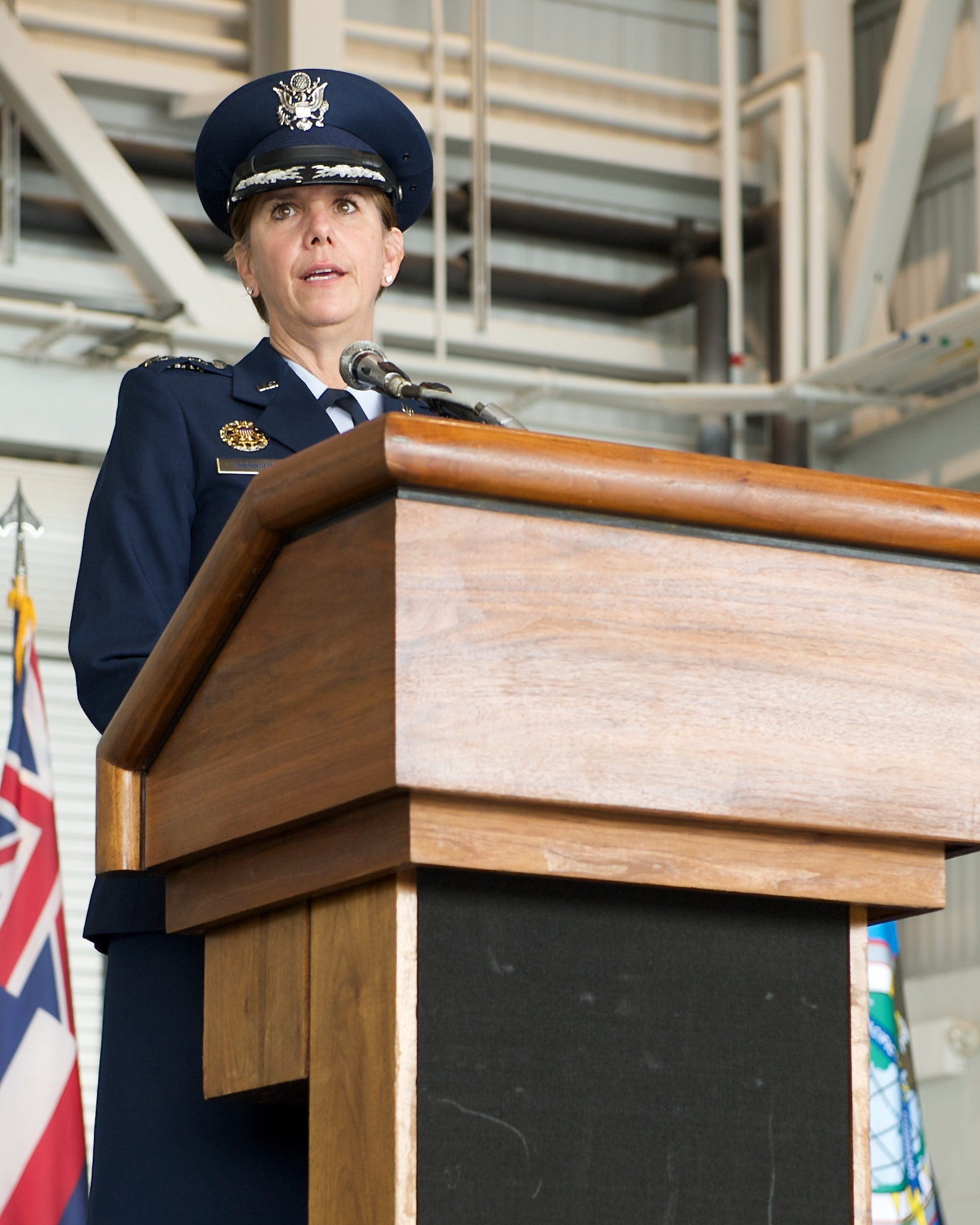
Robinson während ihrer Antrittsrede im Rahmen der Kommandoübergabe bei den PACAF am 16. Oktober 2014 auf der Joint Base Pearl Harbor-Hickam

Ab Mai 2007 kommandierte Robinson im Range eines Obersts den 552nd Air Control Wing auf der Tinker Air Force Base, Oklahoma, und wurde in dieser Dienststellung im Juli 2008 zum Brigadegeneral befördert. Zwischen September 2008 und Oktober 2010 fungierte sie als Deputy Director for Force Application and Support, Directorate of Force Structure, Resources and Assessment im Vereinigten Generalstab der US-Streitkräfte in Washington, D.C. Ebendort wechselte sie bis Juni 2012 als Director of Legislative Liaison in den Stab des Secretary of the Air Force, wo sie im Mai 2011 zum Generalmajor befördert wurde.
Nach anschließender knapp dreivierteljähriger Verwendung als stellvertretende Befehlshaberin der U.S. Air Forces im United States Central Command wurde sie Ende Mai 2013 zum Generalleutnant und auf die Position der stellvertretenden Befehlshaberin des Air Combat Command auf der Langley Air Force Base, Virginia, befördert.
Unter Ernennung zum General übernahm Robinson am 16. Oktober 2014 das Kommando über die PACAF von Herbert Carlisle, der seinerseits an die Spitze des Air Combat Commands wechselte.
Am 18. März 2016 gab US-Verteidigungsminister Ashton Carter während einer Pressekonferenz bekannt, Präsident Barack Obama wolle Robinson dem Senat für die Nachfolge von Admiral William Gortney als Oberbefehlshaberin des USNORTHCOM und des NORAD vorschlagen. Die offizielle Nominierung erfolgte gut vier Wochen später, am 15. April, die Kommandoübergabe nach Bestätigung durch den Senat dann am 13. Mai auf der Peterson Air Force Base.
Robinson war nach Janet Wolfenbarger, die zwischen 2012 und 2015 das Air Force Materiel Command befehligte, der zweite weibliche General in Diensten der USAF und ist der erste weibliche Offizier an der Spitze eines der neun teilstreitkraftübergreifenden Regional- und Funktionalkommandos der US-Streitkräfte.

### Ruhestand
Lori Robinson trat Mitte 2018 in den Ruhestand.

### Auszeichnungen
Auswahl der Dekorationen, sortiert in Anlehnung an die Order of Precedence of Military Awards.
- Defense Distinguished Service Medal
- Air Force Distinguished Service Medal (3 x)
- Defense Superior Service Medal
- Legion of Merit (3 x)
- Bronze Star (2 x)
- Defense Meritorious Service Medal
- Meritorious Service Medal (4 x)
- Aerial Achievement Medal
- Air Force Commendation Medal (3 x)
- Air Force Achievement Medal
- Joint Meritorious Unit Award (2 x)
- Air Force Meritorious Unit Award
- Air Force Outstanding Unit Award (7 x)
- Air Force Organizational Excellence Award (2 x)
- National Defense Service Medal (2 x)
- Southwest Asia Service Medal (2 x)
- Afghanistan Campaign Medal (2 x)
- Global War on Terrorism Expeditionary Medal
- Global War on Terrorism Service Medal
- Air Force Overseas Short Tour Service Ribbon (2 x)
- Air Force Overseas Long Tour Service Ribbon (2 x)
- Air Force Expeditionary Service Ribbon (2 x)
- Air Force Longevity Service Award (9 x)
- Air Force Small Arms Expert Marksmanship Ribbon
- Kuwait Liberation Medal (Kuwait)

### Beförderungen
| Rang               | Datum              |
| ------------------ | ------------------ |
| Second Lieutenant  | 24. Mai 1981       |
| First Lieutenant   | 11. September 1983 |
| Captain            | 11. September 1985 |
| Major              | 1. Januar 1994     |
| Lieutenant Colonel | 1. Juli 1998       |
| Colonel            | 1. August 2002     |
| Brigadier General  | 22. Juli 2008      |
| Major General      | 1. Mai 2011        |
| Lieutenant General | 20. Mai 2013       |
| General            | 16. Oktober 2014   |

## Privates
Lori Robinson ist verheiratet mit David A. Robinson, einem pensionierten Generalmajor der U.S. Air Force. Ihre Stieftochter Taryn Ashley Robinson, ebenfalls in Diensten der USAF, starb im Januar 2006 im Alter von 22 Jahren; sie hatte den Absturz ihres Flugzeuges im Rahmen eines Ausbildungsfluges nahe der texanischen Stadt San Antonio im September 2005, bei dem ihr Fluglehrer ums Leben kam, zunächst schwer verletzt überlebt, erlag schließlich aber ihren Verletzungen.